# Bush Bucks FC
Bush Bucks FC (także Umtata Bush Bucks) – południowoafrykański klub piłkarski z siedzibą w mieście Mthatha, działający w latach 1957–2006, grający niegdyś w południowoafrykańskiej pierwszej lidze.

## Sukcesy
- National First Division[1]:
  - mistrzostwo (1): 1985

## Występy w afrykańskich pucharach
| Sezon | Rozgrywki           | Runda | Kraj     | Klub                     | Dom | Wyjazd | Dwumecz |
| ----- | ------------------- | ----- | -------- | ------------------------ | --- | ------ | ------- |
| 1997  | Puchar Konfederacji | 1     | Botswana | Mochudi Centre Chiefs SC | –   | –      | –       |

## Stadion
Domowe mecze klub rozgrywał na stadionie o nazwie Jan Smults Stadium w East London, który mógł pomieścić 1000 widzów.

## Reprezentanci kraju grający w klubie
Stan na styczeń 2023.
| - Mark Anderson - Brendan Augustine - Simon Gopane - Peter Khoabane - Leslie Langa - Bennett Masinga - Patrick Mayo - Clement Mazibuko - Thabo Mngomeni - Luvhengo Mungomeni - Sipho Ndzudzo - Thepo Ntsoane - Cyril Nzama - Frank Schoeman - Thabo September - Joel Seroba - Siyabonga Siphika - Dikete Tampungu | - Siza Dlamini - Dennis Masina - Thomas Odhiambo - Philip Opiyo - Fisher Kondowe - John Maduka - Ricardo Mannetti - Muisi Ajao - Linos Chalwe - James Chamanga - Edmore Mashiri - John Mbidzo - Dumisani Mpofu - Tauya Mrewa - Wilfred Mugeyi - William Mugeyi - Agent Sawu |